# Stanley-Cup-Playoffs 1973
Die Playoffs um den Stanley Cup des Jahres 1973 begannen am 4. April 1973 und endeten am 10. Mai 1973 mit dem 4:2-Erfolg der Canadiens de Montréal über die Chicago Black Hawks. Die Canadiens gewannen somit ihren insgesamt 18. Titel der Franchise-Geschichte und stellten mit Yvan Cournoyer sowohl den Topscorer als auch den mit der Conn Smythe Trophy ausgezeichneten Most Valuable Player dieser post-season. Die Black Hawks hingegen mussten ihre vierte Finalniederlage in Folge hinnehmen, zuletzt verloren sie erst 1971 ebenfalls gegen Montréal (3:4). Ferner markierten diese Playoffs das erste Mal seit 1965 und somit das erste Mal seit der großen Ligaerweiterung von 1967, dass keine Serie mit einem Sweep entschieden wurde. In der Folge sollte dies erst wieder 1991 passieren.

## Modus
Für die Playoffs qualifizierten sich die jeweils vier besten Teams der Eastern und der Western Division. Im Viertelfinale standen sich zuerst innerhalb einer jeden Division der Erste und der Vierte sowie der Zweite und der Dritte der Setzliste gegenüber. Die Halbfinals wurden zwischen den Divisionen ausgetragen, so traf die höher gesetzte Mannschaft aus dem Osten auf die niedriger gesetzte Mannschaft aus dem Westen und analog dazu das höher gesetzte Team aus dem Westen auf das niedriger gesetzte Team aus dem Osten. Anschließend folgte das Stanley-Cup-Finale.
Alle Serien wurden dabei im Best-of-Seven-Modus ausgetragen, das heißt, dass ein Team vier Siege zum Weiterkommen benötigte. Das höher gesetzte Team hatte dabei in den ersten beiden Spielen Heimrecht, die nächsten beiden das gegnerische Team. Sollte bis dahin kein Sieger aus der Runde hervorgegangen sein, wechselte das Heimrecht von Spiel zu Spiel. So hatte die höher gesetzte Mannschaft in den Spielen 1, 2, 5 und 7, also vier der maximal sieben Spiele, einen Heimvorteil.
Bei Spielen, die nach der regulären Spielzeit von 60 Minuten unentschieden blieben, folgte die Overtime. Sie endete durch das erste erzielte Tor (Sudden Death).

## Qualifizierte Teams
| Eastern Division - (E1) Canadiens de Montréal - (E2) Boston Bruins - (E3) New York Rangers - (E4) Buffalo Sabres | Western Division - (W1) Chicago Black Hawks - (W2) Philadelphia Flyers - (W3) Minnesota North Stars - (W4) St. Louis Blues |

## Playoff-Baum
| Viertelfinale | Viertelfinale         | Viertelfinale       |    |                       | Halbfinale | Halbfinale | Halbfinale |  |  | Stanley-Cup-Finale | Stanley-Cup-Finale | Stanley-Cup-Finale |
|               |                       |                     |    |                       |            |            |            |  |  |                    |                    |                    |
| E1            | Canadiens de Montréal | 4                   |    |                       |            |            |            |  |  |                    |                    |                    |
| E4            | Buffalo Sabres        | 2                   |    |                       |            |            |            |  |  |                    |                    |                    |
| E4            | Buffalo Sabres        | 2                   | E1 | Canadiens de Montréal | 4          |            |            |  |  |                    |                    |                    |
|               |                       |                     | E1 | Canadiens de Montréal | 4          |            |            |  |  |                    |                    |                    |
|               | W2                    | Philadelphia Flyers | 1  |                       |            |            |            |  |  |                    |                    |                    |
| W2            | W2                    | Philadelphia Flyers | 1  | Philadelphia Flyers   | 4          |            |            |  |  |                    |                    |                    |
| W2            |                       |                     |    | Philadelphia Flyers   | 4          |            |            |  |  |                    |                    |                    |
| W3            | Minnesota North Stars | 2                   |    |                       |            |            |            |  |  |                    |                    |                    |
| W3            | Minnesota North Stars | 2                   | E1 | Canadiens de Montréal | 4          |            |            |  |  |                    |                    |                    |
|               |                       |                     |    | Canadiens de Montréal | 4          |            |            |  |  |                    |                    |                    |
|               | W1                    | Chicago Black Hawks | 2  |                       |            |            |            |  |  |                    |                    |                    |
| W1            | W1                    | Chicago Black Hawks | 2  | Chicago Black Hawks   | 4          |            |            |  |  |                    |                    |                    |
| W1            |                       |                     |    | Chicago Black Hawks   | 4          |            |            |  |  |                    |                    |                    |
| W4            | St. Louis Blues       | 1                   |    |                       |            |            |            |  |  |                    |                    |                    |
| W4            | St. Louis Blues       | 1                   | W1 | Chicago Black Hawks   | 4          |            |            |  |  |                    |                    |                    |
|               |                       |                     | W1 | Chicago Black Hawks   | 4          |            |            |  |  |                    |                    |                    |
|               | E3                    | New York Rangers    | 1  |                       |            |            |            |  |  |                    |                    |                    |
| E2            | E3                    | New York Rangers    | 1  | Boston Bruins         | 1          |            |            |  |  |                    |                    |                    |
| E2            |                       |                     |    | Boston Bruins         | 1          |            |            |  |  |                    |                    |                    |
| E3            | New York Rangers      | 4                   |    |                       |            |            |            |  |  |                    |                    |                    |

## Viertelfinale

### (E1) Canadiens de Montréal – (E4) Buffalo Sabres
| 4. April 1973 | Canadiens de Montréal Jacques Lemaire (37:01) Yvan Cournoyer (44:27) | 2:1 (0:0, 1:1, 1:0) Spielbericht Stand: 1:0 | Buffalo Sabres Craig Ramsay (23:13) | Forum de Montréal, Montréal, Québec Zuschauer: 16.386 |

| 5. April 1973 | Canadiens de Montréal Serge Savard (24:48) Yvan Cournoyer (26:07) Marc Tardif (30:39) Guy Lapointe (36:21) Jacques Lemaire (37:29) Yvan Cournoyer (43:10) Yvan Cournoyer (55:31) | 7:3 (0:2, 5:0, 2:1) Spielbericht Stand: 2:0 | Buffalo Sabres Gilbert Perreault (1:06) Rick Martin (16:48) Jim Schoenfeld (57:45) | Forum de Montréal, Montréal, Québec Zuschauer: 16.558 |

| 7. April 1973 | Buffalo Sabres Larry Mickey (21:13) René Robert (40:54) | 2:5 (0:1, 1:2, 1:2) Spielbericht Stand: 0:3 | Canadiens de Montréal Guy Lafleur (16:56) Pete Mahovlich (28:44) Murray Wilson (29:00) Frank Mahovlich (52:15) Henri Richard (59:12) | Buffalo Memorial Auditorium, Buffalo, New York Zuschauer: 15.658 |

| 8. April 1973 | Buffalo Sabres Jim Schoenfeld (31:13) Gilbert Perreault (34:29) René Robert (41:28) Don Luce (59:19) Gilbert Perreault (59:41) | 5:1 (0:1, 2:0, 3:0) Spielbericht Stand: 1:3 | Canadiens de Montréal Yvan Cournoyer (18:37) | Buffalo Memorial Auditorium, Buffalo, New York Zuschauer: 15.660 |

| 10. April 1973 | Canadiens de Montréal Frank Mahovlich (16:22) Guy Lapointe (52:46) | 2:3 n. V. (1:0, 0:2, 1:0, 0:1) Spielbericht Stand: 3:2 | Buffalo Sabres Rick Martin (32:03) René Robert (33:11) René Robert (69:18) | Forum de Montréal, Montréal, Québec Zuschauer: 16.436 |

| 12. April 1973 | Buffalo Sabres René Robert (51:41) Rick Martin (59:48) | 2:4 (0:4, 0:0, 2:0) Spielbericht Stand: 2:4 | Canadiens de Montréal Serge Savard (1:32) Murray Wilson (7:33) Guy Lafleur (8:53) Guy Lapointe (16:03) | Buffalo Memorial Auditorium, Buffalo, New York Zuschauer: 15.668 |

### (E2) Boston Bruins – (E3) New York Rangers
| 4. April 1973 | Boston Bruins Doug Roberts (14:21) Derek Sanderson (51:17) | 2:6 (1:1, 0:4, 1:1) Spielbericht Stand: 0:1 | New York Rangers Brad Park (15:59) Bruce MacGregor (27:25) Brad Park (28:53) Walt Tkaczuk (31:48) Walt Tkaczuk (35:55) Pete Stemkowski (43:11) | Boston Garden, Boston, Massachusetts Zuschauer: 15.003 |

| 5. April 1973 | Boston Bruins Wayne Cashman (7:55) Doug Roberts (36:34) | 2:4 (1:1, 1:2, 0:1) Spielbericht Stand: 0:2 | New York Rangers Steve Vickers (13:20) Ted Irvine (29:47) Pete Stemkowski (33:29) Walt Tkaczuk (45:37) | Boston Garden, Boston, Massachusetts Zuschauer: 15.003 |

| 7. April 1973 | New York Rangers Pete Stemkowski (18:35) Jean Ratelle (46:12) | 2:4 (1:1, 0:1, 1:2) Spielbericht Stand: 2:1 | Boston Bruins Gregg Sheppard (6:53) Fred Stanfield (23:13) Gregg Sheppard (50:39) Mike Walton (59:08) | Madison Square Garden, New York City, New York Zuschauer: 17.500 |

| 8. April 1973 | New York Rangers Rod Gilbert (2:35) Pete Stemkowski (16:30) Bobby Rousseau (31:22) Steve Vickers (39:15) | 4:0 (2:0, 2:0, 0:0) Spielbericht Stand: 3:1 | Boston Bruins | Madison Square Garden, New York City, New York Zuschauer: 17.500 |

| 10. April 1973 | Boston Bruins Bobby Orr (1:54) Ken Hodge (12:45) Don Marcotte (47:10) | 3:6 (2:3, 0:1, 1:2) Spielbericht Stand: 1:4 | New York Rangers Steve Vickers (0:38) Steve Vickers (14:34) Bruce MacGregor (16:33) Walt Tkaczuk (38:59) Rod Gilbert (44:10) Steve Vickers (57:51) | Boston Garden, Boston, Massachusetts Zuschauer: 15.003 |

### (W1) Chicago Black Hawks – (W4) St. Louis Blues
| 4. April 1973 | Chicago Black Hawks Dick Redmond (15:02) Dick Redmond (15:20) Dick Redmond (22:13) Jim Pappin (29:38) Pit Martin (30:32) Pit Martin (52:33) Pit Martin (56:24) | 7:1 (2:0, 3:0, 2:1) Spielbericht Stand: 1:0 | St. Louis Blues Phil Roberto (59:07) | Chicago Stadium, Chicago, Illinois Zuschauer: 16.666 |

| 5. April 1973 | Chicago Black Hawks Lou Angotti (14:06) | 1:0 (1:0, 0:0, 0:0) Spielbericht Stand: 2:0 | St. Louis Blues | Chicago Stadium, Chicago, Illinois Zuschauer: 16.666 |

| 7. April 1973 | St. Louis Blues Ab DeMarco (5:52) Pierre Plante (10:26) | 2:5 (2:3, 0:1, 0:1) Spielbericht Stand: 0:3 | Chicago Black Hawks Dennis Hull (2:29) Ralph Backstrom (11:26) Jim Pappin (13:51) Ralph Backstrom (23:10) Jim Pappin (47:31) | St. Louis Arena, St. Louis, Missouri Zuschauer: 19.237 |

| 8. April 1973 | St. Louis Blues Pierre Plante (16:48) Phil Roberto (34:03) Fran Huck (35:31) Gary Sabourin (38:29) Garry Unger (56:56) | 5:3 (1:2, 3:0, 1:1) Spielbericht Stand: 1:3 | Chicago Black Hawks Ralph Backstrom (6:33) Cliff Koroll (11:11) Chico Maki (54:21) | St. Louis Arena, St. Louis, Missouri Zuschauer: 18.863 |

| 10. April 1973 | Chicago Black Hawks Jim Pappin (1:14) Stan Mikita (14:52) Cliff Koroll (20:30) Chico Maki (31:37) Ralph Backstrom (55:42) Lou Angotti (57:41) | 6:1 (2:0, 2:1, 2:0) Spielbericht Stand: 4:1 | St. Louis Blues Fran Huck (24:20) | Chicago Stadium, Chicago, Illinois Zuschauer: 16.666 |

### (W2) Philadelphia Flyers – (W3) Minnesota North Stars
| 4. April 1973 | Philadelphia Flyers | 0:3 (0:0, 0:2, 0:1) Spielbericht Stand: 0:1 | Minnesota North Stars Dennis Hextall (29:21) Dennis O’Brien (39:45) Jude Drouin (49:17) | The Spectrum, Philadelphia, Pennsylvania Zuschauer: 16.000 |

| 5. April 1973 | Philadelphia Flyers Don Saleski (5:48) Bill Flett (21:08) Bill Barber (28:37) Terry Crisp (38:46) | 4:1 (1:0, 3:0, 0:1) Spielbericht Stand: 1:1 | Minnesota North Stars Dean Prentice (44:14) | The Spectrum, Philadelphia, Pennsylvania Zuschauer: 16.600 |

| 7. April 1973 | Minnesota North Stars Dennis Hextall (9:35) Barry Gibbs (40:54) Lou Nanne (49:36) Danny Grant (49:54) Danny Grant (55:27) | 5:0 (1:0, 0:0, 4:0) Spielbericht Stand: 2:1 | Philadelphia Flyers | Metropolitan Sports Center, Bloomington, Minnesota Zuschauer: 14.647 |

| 8. April 1973 | Minnesota North Stars | 0:3 (0:1, 0:0, 0:2) Spielbericht Stand: 2:2 | Philadelphia Flyers Bobby Clarke (18:57) Bill Barber (54:16) Ross Lonsberry (56:00) | Metropolitan Sports Center, Bloomington, Minnesota Zuschauer: 15.449 |

| 10. April 1973 | Philadelphia Flyers Rick MacLeish (11:24) Rick MacLeish (22:17) Gary Dornhoefer (68:35) | 3:2 n. V. (1:1, 1:0, 0:1, 1:0) Spielbericht Stand: 3:2 | Minnesota North Stars Danny Grant (10:48) Bill Goldsworthy (53:00) | The Spectrum, Philadelphia, Pennsylvania Zuschauer: 16.600 |

| 12. April 1973 | Minnesota North Stars Bill Goldsworthy (13:40) | 1:4 (1:0, 0:3, 0:1) Spielbericht Stand: 2:4 | Philadelphia Flyers Terry Crisp (24:10) Ross Lonsberry (36:42) Dave Schultz (38:01) Ross Lonsberry (59:48) | Metropolitan Sports Center, Bloomington, Minnesota Zuschauer: 15.664 |

## Halbfinale

### (E1) Canadiens de Montréal – (W2) Philadelphia Flyers
| 14. April 1973 | Canadiens de Montréal Yvan Cournoyer (4:48) Guy Lapointe (37:28) Guy Lapointe (48:58) Jacques Lemaire (55:25) | 4:5 n. V. (1:1, 1:1, 2:2, 0:1) Spielbericht Stand: 0:1 | Philadelphia Flyers Bill Barber (14:20) Simon Nolet (23:16) Simon Nolet (50:18) Gary Dornhoefer (52:04) Rick MacLeish (62:56) | Forum de Montréal, Montréal, Québec Zuschauer: 16.929 |

| 17. April 1973 | Canadiens de Montréal Guy Lafleur (19:13) Henri Richard (20:25) Yvan Cournoyer (51:50) Larry Robinson (66:45) | 4:3 n. V. (1:2, 1:1, 1:0, 1:0) Spielbericht Stand: 1:1 | Philadelphia Flyers André Dupont (5:50) Gary Dornhoefer (8:12) Bill Flett (20:36) | Forum de Montréal, Montréal, Québec Zuschauer: 17.010 |

| 19. April 1973 | Philadelphia Flyers Terry Crisp (30:09) | 1:2 (0:2, 1:0, 0:0) Spielbericht Stand: 1:2 | Canadiens de Montréal Réjean Houle (6:34) Henri Richard (18:19) | The Spectrum, Philadelphia, Pennsylvania Zuschauer: 16.666 |

| 22. April 1973 | Philadelphia Flyers Bobby Clarke (4:08) | 1:4 (1:0, 0:3, 0:1) Spielbericht Stand: 1:3 | Canadiens de Montréal Réjean Houle (27:38) Marc Tardif (34:07) Yvan Cournoyer (36:01) Frank Mahovlich (59:27) | The Spectrum, Philadelphia, Pennsylvania Zuschauer: 16.600 |

| 24. April 1973 | Canadiens de Montréal Marc Tardif (15:29) Jacques Lemaire (20:23) Frank Mahovlich (45:44) Henri Richard (52:07) Yvan Cournoyer (53:42) | 5:3 (1:1, 1:1, 3:1) Spielbericht Stand: 4:1 | Philadelphia Flyers Ross Lonsberry (8:57) Simon Nolet (26:18) Bill Flett (45:30) | Forum de Montréal, Montréal, Québec Zuschauer: 17.141 |

### (W1) Chicago Black Hawks – (E3) New York Rangers
| 12. April 1973 | Chicago Black Hawks Pit Martin (12:37) | 1:4 (1:1, 0:0, 0:3) Spielbericht Stand: 0:1 | New York Rangers Bobby Rousseau (14:09) Vic Hadfield (44:04) Walt Tkaczuk (57:45) Walt Tkaczuk (59:35) | Chicago Stadium, Chicago, Illinois Zuschauer: 16.666 |

| 15. April 1973 | Chicago Black Hawks Pat Stapleton (5:32) Pat Stapleton (7:55) Dennis Hull (11:20) Dennis Hull (32:02) Dick Redmond (34:40) | 5:4 (3:1, 2:3, 0:0) Spielbericht Stand: 1:1 | New York Rangers Rod Gilbert (18:54) Jean Ratelle (25:31) Bill Fairbairn (28:22) Rod Gilbert (37:26) | Chicago Stadium, Chicago, Illinois Zuschauer: 19.000 |

| 17. April 1973 | New York Rangers Walt Tkaczuk (34:51) | 1:2 (0:1, 1:0, 0:1) Spielbericht Stand: 1:2 | Chicago Black Hawks Jim Pappin (8:20) Stan Mikita (46:16) | Madison Square Garden, New York City, New York Zuschauer: 17.500 |

| 19. April 1973 | New York Rangers Vic Hadfield (42:16) | 1:3 (0:0, 0:1, 1:2) Spielbericht Stand: 1:3 | Chicago Black Hawks Dennis Hull (31:20) Pit Martin (54:11) Dennis Hull (56:56) | Madison Square Garden, New York City, New York Zuschauer: 17.500 |

| 24. April 1973 | Chicago Black Hawks Stan Mikita (19:20) Dennis Hull (34:07) Stan Mikita (44:47) Cliff Koroll (48:15) | 4:1 (1:0, 1:1, 2:0) Spielbericht Stand: 4:1 | New York Rangers Rod Gilbert (39:19) | Chicago Stadium, Chicago, Illinois Zuschauer: 16.666 |

## Stanley-Cup-Finale

### (E1) Canadiens de Montréal – (W1) Chicago Black Hawks
| 29. April 1973 | Canadiens de Montréal Jacques Laperrière (2:28) Marc Tardif (8:07) Chuck Lefley (23:01) Jacques Lemaire (36:23) Jacques Lemaire (48:38) Pete Mahovlich (52:36) Frank Mahovlich (53:34) Chuck Lefley (54:35) | 8:3 (2:3, 2:0, 4:0) Spielbericht Stand: 1:0 | Chicago Black Hawks Pit Martin (0:35) Ralph Backstrom (1:02) Pit Martin (12:07) | Forum de Montréal, Montréal, Québec Zuschauer: 17.249 |

| 1. Mai 1973 | Canadiens de Montréal Pierre Bouchard (5:36) Yvan Cournoyer (32:08) Yvan Cournoyer (45:01) Frank Mahovlich (59:26) | 4:1 (1:0, 1:1, 2:0) Spielbericht Stand: 2:0 | Chicago Black Hawks Cliff Koroll (27:28) | Forum de Montréal, Montréal, Québec Zuschauer: 17.354 |

| 3. Mai 1973 | Chicago Black Hawks Dennis Hull (1:59) J. P. Bordeleau (11:44) Bill White (13:20) Stan Mikita (14:20) John Marks (22:08) Dennis Hull (59:29) Jim Pappin (59:49) | 7:4 (4:0, 1:1, 2:3) Spielbericht Stand: 1:2 | Canadiens de Montréal Frank Mahovlich (30:25) Yvan Cournoyer (41:20) Guy Lapointe (47:15) Jacques Lemaire (48:01) | Chicago Stadium, Chicago, Illinois Zuschauer: 16.666 |

| 6. Mai 1973 | Chicago Black Hawks | 0:4 (0:1, 0:2, 0:1) Spielbericht Stand: 1:3 | Canadiens de Montréal Marc Tardif (1:08) Yvan Cournoyer (34:13) Chuck Lefley (35:43) Claude Larose (43:45) | Chicago Stadium, Chicago, Illinois Zuschauer: 17.600 |

| 8. Mai 1973 | Canadiens de Montréal Frank Mahovlich (2:47) Pete Mahovlich (14:52) Claude Larose (20:37) Claude Larose (24:23) Yvan Cournoyer (27:09) Serge Savard (41:15) Henri Richard (51:43) | 7:8 (2:2, 3:5, 2:1) Spielbericht Stand: 3:2 | Chicago Black Hawks Dennis Hull (9:34) Stan Mikita (11:24) Dave Kryskow (23:10) Stan Mikita (26:21) Jim Pappin (31:24) Len Frig (36:21) Jim Pappin (39:03) Lou Angotti (44:06) | Forum de Montréal, Montréal, Québec Zuschauer: 18.950 |

| 10. Mai 1973 | Chicago Black Hawks Pit Martin (10:35) Pit Martin (11:31) Dave Kryskow (28:32) Pit Martin (37:05) | 4:6 (2:1, 2:3, 0:2) Spielbericht Stand: 2:4 | Canadiens de Montréal Henri Richard (19:48) Pete Mahovlich (25:05) Réjean Houle (26:37) Frank Mahovlich (30:54) Yvan Cournoyer (48:13) Marc Tardif (42:42) | Chicago Stadium, Chicago, Illinois Zuschauer: 17.600 |

### Stanley-Cup-Sieger
| Stanley-Cup-Sieger Canadiens de Montréal | Torhüter: Ken Dryden, Michel Plasse Verteidiger: Pierre Bouchard, Jacques Laperrière, Guy Lapointe, Bob Murdoch, Larry Robinson, Serge Savard Angreifer: Yvan Cournoyer, Réjean Houle, Guy Lafleur, Claude Larose, Chuck Lefley, Jacques Lemaire, Frank Mahovlich, Pete Mahovlich, Henri Richard (C), Jim Roberts, Steve Shutt, Marc Tardif, Murray Wilson Cheftrainer: Scotty Bowman General Manager: Sam Pollock |

## Beste Scorer
Abkürzungen: GP = Spiele, G = Tore, A = Assists, Pts = Punkte, +/− = Plus/Minus, PIM = Strafminuten; Fett: Bestwert
| Spieler         | Team     | GP | G  | A  | Pts | +/− | PIM |
| --------------- | -------- | -- | -- | -- | --- | --- | --- |
| Yvan Cournoyer  | Montréal | 17 | 15 | 10 | 25  | +6  | 2   |
| Dennis Hull     | Chicago  | 16 | 9  | 15 | 24  | +7  | 4   |
| Frank Mahovlich | Montréal | 17 | 9  | 14 | 23  | ±0  | 6   |
| Stan Mikita     | Chicago  | 15 | 7  | 13 | 20  | −3  | 8   |
| Jacques Lemaire | Montréal | 17 | 7  | 13 | 20  | +10 | 2   |
| Pat Stapleton   | Chicago  | 16 | 2  | 15 | 17  | +3  | 10  |
| Pit Martin      | Chicago  | 15 | 10 | 6  | 16  | +7  | 6   |
| Jim Pappin      | Chicago  | 16 | 8  | 7  | 15  | +6  | 24  |
| Guy Lapointe    | Montréal | 17 | 6  | 7  | 13  | +14 | 20  |
| Pete Mahovlich  | Montréal | 17 | 4  | 9  | 13  | +4  | 22  |

Pierre Bouchard von den Canadiens de Montréal erreichte ebenfalls eine Plus/Minus-Statistik von +14.

## Beste Torhüter
Die kombinierte Tabelle zeigt die jeweils drei besten Torhüter in den Kategorien Gegentorschnitt und Fangquote sowie die jeweils Führenden in den Kategorien Shutouts und Siege.
Abkürzungen: GP = Spiele, Min = Eiszeit (in Minuten), W = Siege, L = Niederlagen, GA = Gegentore, SO = Shutouts, Sv% = gehaltene Schüsse (in %), GAA = Gegentorschnitt; Fett: Bestwert; Sortiert nach Gegentorschnitt.
Erfasst werden nur Torhüter mit 180 absolvierten Spielminuten.
| Spieler        | Team         | GP | Min     | W  | L | GA | SO | Sv%  | GAA  |
| -------------- | ------------ | -- | ------- | -- | - | -- | -- | ---- | ---- |
| Cesare Maniago | Minnesota    | 5  | 306:10  | 2  | 3 | 9  | 2  | 93,9 | 1,76 |
| Eddie Giacomin | NY Rangers   | 10 | 537:10  | 5  | 4 | 23 | 1  | 90,3 | 2,57 |
| Doug Favell    | Philadelphia | 11 | 665:47  | 5  | 6 | 29 | 1  | 91,9 | 2,61 |
| Ken Dryden     | Montréal     | 17 | 1035:46 | 12 | 5 | 50 | 1  | 90,7 | 2,90 |